# Atletik under sommer-OL 1992 - Spydkast herrer
Dette er de officielle resultater for atletikdisciplinen Spydkast, herrer ved Sommer-OL 1992 i Barcelona, Spanien. Totalt deltog 32 udøvere i disciplinen. 
Jan Železný fra Tjekkiet tog sin første OL-guldmedalje.

## Medaljevindere
| Spydkast OL 1996 Barcelona  | Spydkast OL 1996 Barcelona | Spydkast OL 1996 Barcelona   |
| --------------------------- | -------------------------- | ---------------------------- |
| Guld                        | Sølv                       | Bronze                       |
| Jan Železný Tjekkoslovakiet | Seppo Räty Finland         | Steve Backley Storbritannien |
| 89,66                       | 86,60                      | 83,38                        |

## Rekorder
Før konkurrencen var verdens- og olympisk rekord som følger:
| Verdensrekord   | Steve Backley | Storbritannien  | 91,46 | North Shore, New Zealand | 25. januar 1992    |
| Olympisk rekord | Jan Železný   | Tjekkoslovakiet | 85,90 | Seoul, Sydkorea          | 24. september 1988 |

Jan Železný satte ny olympisk rekord med 89,66 meter i finalen.

## Finalen
- Afholdt den 8. august 1992

| PLACERING | NAVN               | NATION         | LÆNGDE  | KOMMENTAR       |
| --------- | ------------------ | -------------- | ------- | --------------- |
| 1.        | Jan Železný        | Tjekkiet       | 89.66 m | Olympisk rekord |
| 2.        | Seppo Räty         | Finland        | 86.60 m |                 |
| 3.        | Steve Backley      | Storbritannien | 83.38 m |                 |
| 4.        | Kimmo Kinnunen     | Finland        | 82.62 m |                 |
| 5.        | Sigurður Einarsson | Island         | 80.34 m |                 |
| 6.        | Juha Laukkanen     | Finland        | 79.20 m |                 |
| 7.        | Michael Barnett    | USA            | 78.64 m |                 |
| 8.        | Andrey Shevchuk    | SNG            | 77.74 m |                 |
| 9.        | Gavin Lovegrove    | New Zealand    | 77.08 m |                 |
| 10.       | Tom Pukstys        | USA            | 76.72 m |                 |
| 11.       | Michael Hill       | Storbritannien | 75.50 m |                 |
| 12.       | Volker Hadwich     | Tyskland       | 75.28 m |                 |